# Рис
Для посилання на рід Oryza див. рис (рід), для посилання на найпоширеніший вид рису, Oryza sativa, див. рис посівний.
Рис — культурна рослина або група культурних рослин, що зазвичай включає два види роду рис: рис азійський (Oryza sativa) і рис африканський (Oryza glaberrima). Вирощується головним чином у тропіках і субтропіках, особливо Південної, Південно-східної та Східної Азії, де становить основний продукт харчування.
Кілька споріднених видів також вирощуються людиною і більше відомі під назвою «дикий рис», ці види включають деяких інших представників як роду Oryza, так і родів Zizania та Zizaniopsis.
Слово «рис» індо-іранського походження, споріднене словам пушту wriže і санскриту vrīhi («рис»). Пізніше слово потрапило до грецької мови як óryzon або óryza, потім до латинської як oryza, давньофранцузької ris, звідки слово потрапило до української мови ймовірно аж у 19-му столітті через ланцюжок інших європейських мов.
Спершу розповсюдженою була форма «риж», яка й нині вживається у деяких діалектах.

## Опис рослини

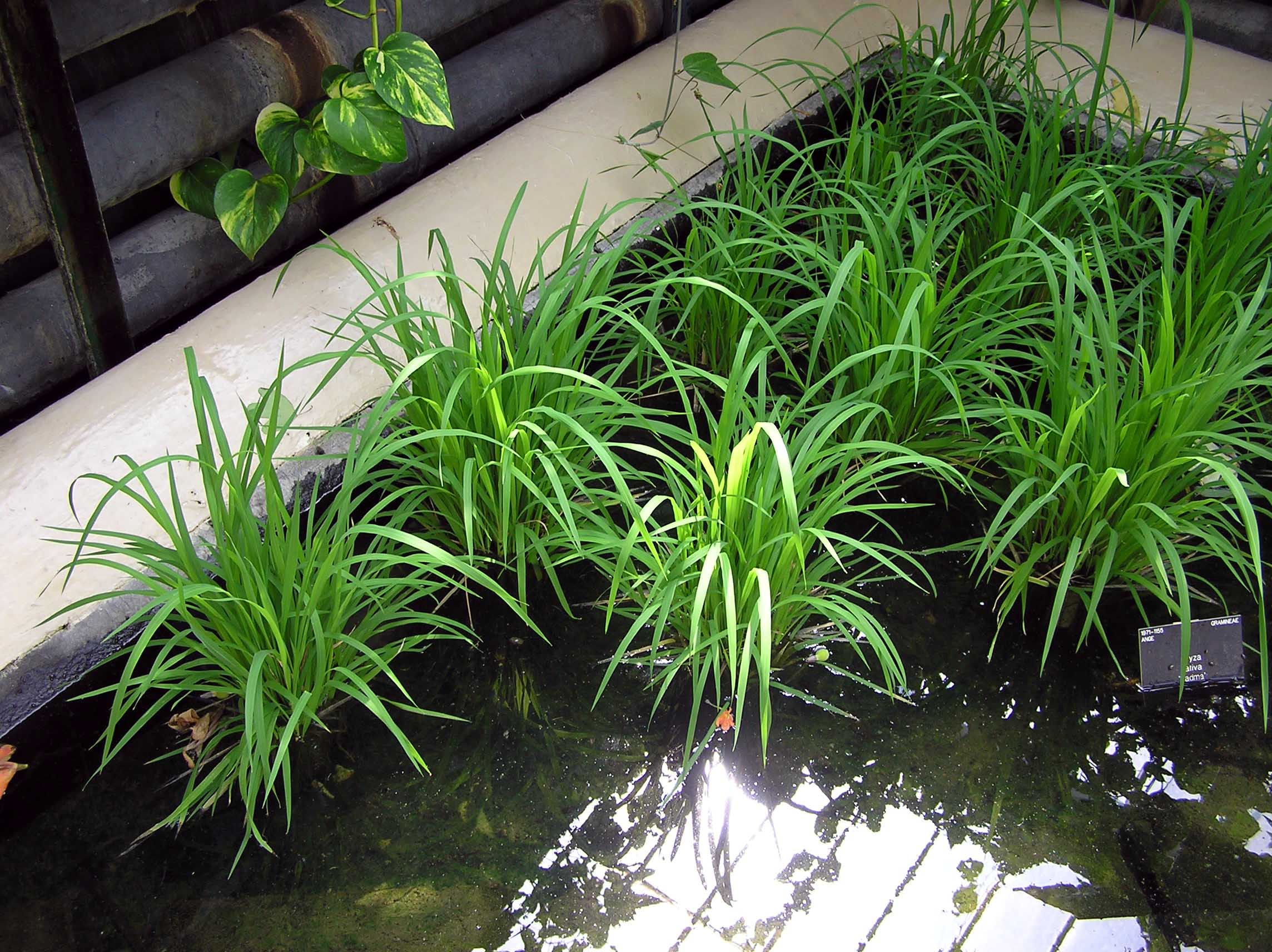
Молоді рослини рису

Хоча всі види рису культивуються протягом одного сезону, це багаторічні рослини, здатні жити кілька сезонів за допомогою свого кореневища, якщо не відбувається заморожування ґрунту.
При пророщуванні насіння центральне стебло вперше з'являється під водою або у вологому ґрунті. Протягом кількох днів після пророщування кореневища або відгалужень бічних пагонів від бруньок у піхвах листя біля рівня ґрунту. Число таких кореневищ змінюється залежно від щільності рослин та їх різноманітності. Зазвичай з одного сім'я розвивається до 5 бічних пагонів, але у деяких сортів при низькій щільності насадження спостерігається до 50 кореневищ. Тільки бічні пагони від перших пророщених рослин здатні дати врожай.

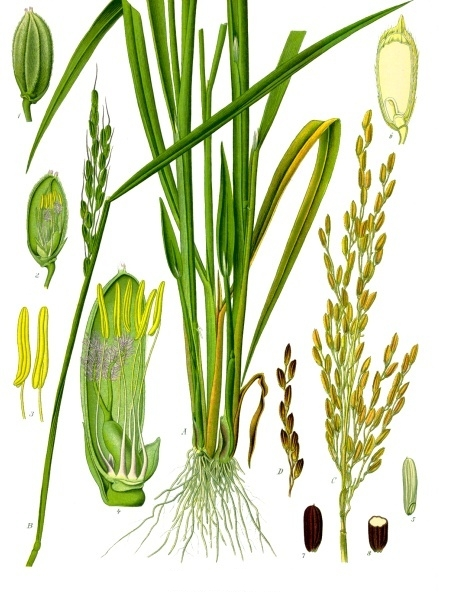
Малюнок частин рослини рису

Висота стебла варіюється від 50 см до 1,8 м, іноді навіть більше, з довгими стрункими листками 50-100 см завдовжки і 2-2,5 см завширшки. Стебла порожнисті між вузлами. Найбільш високі сорти часто падають або згинаються, особливо при використанні добрив, через це нижчі сорти поширеніші. Використання добрив загалом дозволяє досягти значного збільшення урожайності. Тому недавно були виведені пристосовані до тропіків відносно низькі сорти із твердим стеблом, які дозволяють використання збільшених кількостей добрив. Це дало значне зростання виробництва рису в країнах Південної Азії.
Колосок або віничок нагадує колосок вівса, але компактніший і більше згинається. Колосок зазвичай має довжину від 10 до 25 см, з гілками, що ростуть окремо або в пучках. Кожна гілка містить кілька вторинних колосків — кожен з одною квіткою. Вінички зазвичай містять від 75 до 150 вторинних колосків, але це число може бути більшим. Колосся спочатку розвивається в оболонці, яка розкривається приблизно за 75 — 80 днів після посіву в ранніх сортах і від 125 до 130 днів в пізніх. Період від появи колоска до повного визрівання насіння становить близько 35 днів.

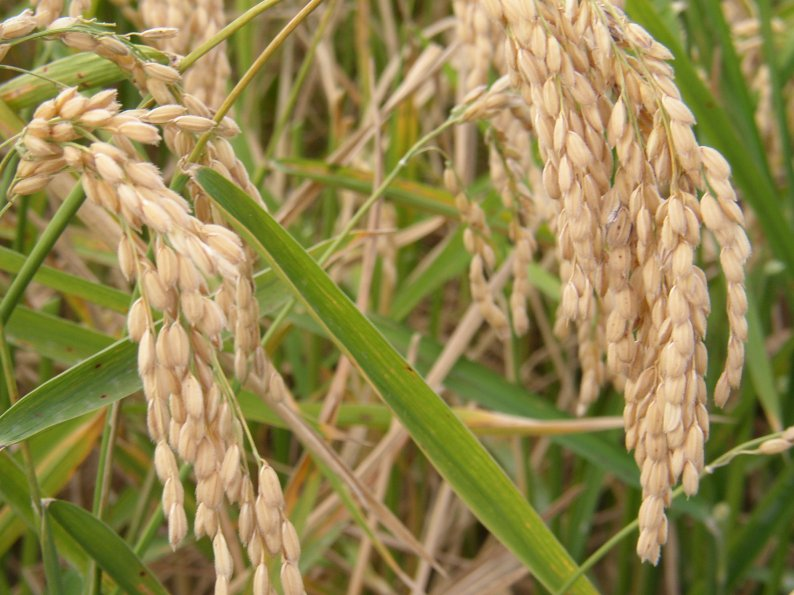
Зріле колосся рису

Запилення найчастіше відбувається шляхом самозапилення або, як і в інших тонконогових, за допомогою вітру. Квітка рису складається з двох невеликих нижніх квіткових лусок, які частково покривають насіння, що розвивається. Приквітки — нижні та верхні квіткові луски, в їх межах знаходяться тичинки і маточка — статеві органи квітки. Як і в більшості різноманітностей вівсу і ячменю, квіткові луски прикріплені до насіння, що розвивається, або ядра. Лема може бути остистою і безостою, але вона майже завжди безоста в культурних різноманітностях. Насіння — зерно (зернівка) 5-12 мм завдовжки і 2-3 мм завтовшки. Прикріплені до насіння квіткові луски складають лушпиння рису. Рис із лушпинням називається «грубим» або «бурим», в ньому лушпиння становить до 20 % ваги. Подальше очищення приводить до усунення лушпиння, генеративних клітин та невеликої частини ендосперма.

## Хімічний склад
Вміст крохмалю в зернах 89 %.

## Культивування

### Історія культивування

#### Походження культурних видів
Історично були одомашнені два види рису, азійський рис (O. sativa) і африканський рис (O. glaberrima). Поширеніший азійський рис у свою чергу складається з двох підвидів або груп різновидностей: короткозерного японського рису (O. sativa subsp. japonica) та індійського рису (O. sativa subsp. indica, типовим прикладом є довгозерний рис «басматі»). Деякі автори також виділяли третій підвид, теплолюбний яванський рис (javonica), але зараз він розглядається як теплолюбна підгрупа різновидностей японського рису.
Азійський рис (O sativa), ймовірно, був одомашнений з дикого азійського рису (Oryza rufipogon) на передгір'ях Гімалаїв у 7-8 тисячолітті до н.е. За одними даними O. sativa subsp. indica на індійській стороні, а O. sativa subsp. japonica на китайській стороні, хоча за іншими даними обидва види були одомашнені на півдні території сучасного Китаю. Розділення японського рису на помірні та теплолюбні групи відбулося через 2-3 тисячоліття, найраніша знахідка «яванського» рису датована п'ятим тисячоліттям до н. е. і належить до культури Гемуду, на китайському узбережжі, і знайдена поруч із помірними різновидами японського рису.
Африканський рис (O glaberrima), як вважається, був виведений з його дикого предка O. barthii народами, що жили в заплавах у вигині річки Нігер приблизно 2-3 тис. років тому.

#### Південна Азія
Хоча відомо про проникнення рису до північної Індії уздовж долини Гангу ще в 6-му тисячолітті до н. е., перші відомості про його широке використання в сільському господарстві відносяться приблизно до 2500 року до н. е. У цей час рис вже активно культивувався в Кашмірі та на території Хараппської цивілізації (приблизно територія сучасного Пакистану). Змішане сільське господарство, що включало кілька інших культур крім рису, що висаджувалися на тих же самих полях, було основою економіки долини Інду. Рис, разом з ячменем, м'ясом, молочною продукцією і рибою, також складав один з основних елементів харчування Дравідійських народів.
Назви деяких страв з рису — «арупа», «пуро-дас» і «одана» зустрічаються в Ріґведі. Саяна, коментатор Ріґведи 14-го століття посилається на слово tandula (RV 1.16.2.), як на рис, ріґведський термін dhana (dhanaa, dhanya) також означає рис. Пізніші індійські автори Чарака і Сушрута згадують рис дуже детально, а в Артасастрі обговорюються аспекти культивування рису.

#### Корейський п-ів та Японські о-ви

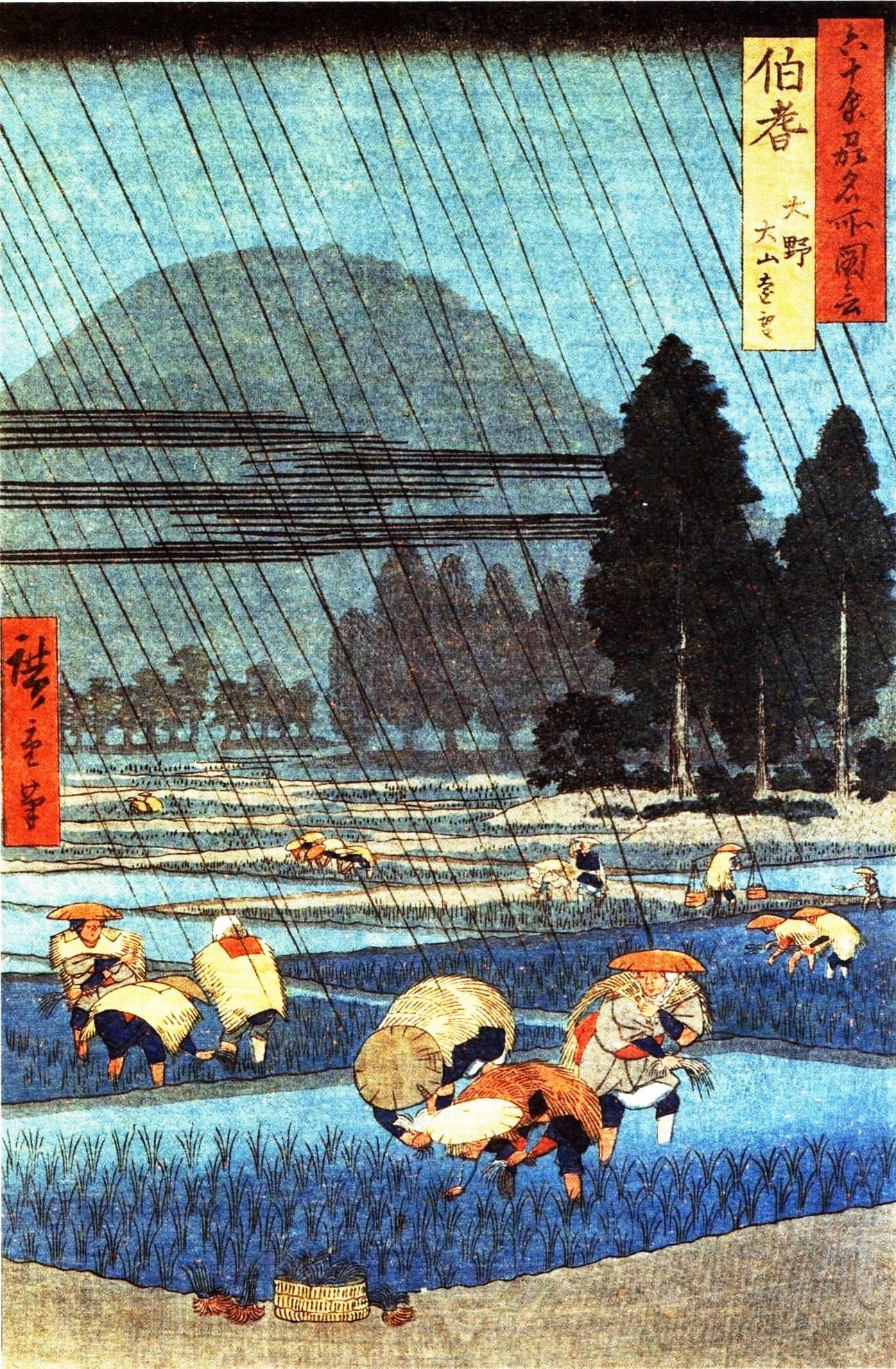
Рисове поле в провінції Хокі, малюнок Утаґава Хіросіґе.

За даними археологічних свідоцтв та палеоботанічних досліджень, суходільний рис проник на територію корейського півострова і Японських островів між 3500 і 1200 роками до н. е. Проте, культивування рису в Кореї і Японії протягом цього часу відбувалося у невеликих масштабах, поля давали непостійні врожаї, і за археологічними даними в деяких випадках культурні та дикі різновидності висаджувалися разом. Технологічний прогрес та соціальне значення рису непомітне протягом цього періоду.
Інтенсивніші методи сільського господарства, перш за все заливні поля, проникли до Кореї на початку періоду Мумунської кераміки (близько 850—550 років до н. е.) і досягли Японії наприкінці періоду Джомон або на початку періоду Яйой приблизно в 300 році до н.е.

#### Африка
Африканський рис (Oryza glaberrima) вирощується вже 3500 років. Між 1500 і 800 до н. е., Oryza glaberrima поширився від свого початкового центру, дельти річки Нігер на Сенегал. Однак, він ніколи не культивувався далеко від свого первісного регіону. Його вирощування навіть скоротилося на користь азійських видів, можливо, завезеного на африканський континент арабами зі східного узбережжя у VI—XI століттях. Це допомогло Африці побороти голод у 1203 році.

#### Близький Схід
Рис вирощувався в деяких районах на півдні Іраку. З появою ісламу він поширився на північ, до Нусайбіна, на південне узбережжя Каспійського моря, а потім, за межі мусульманського світу, в долину Волги. В Палестині, рис почали вирощувати в Йорданській долині. Вирощується рис також в Ємені.

### Методика вирощування

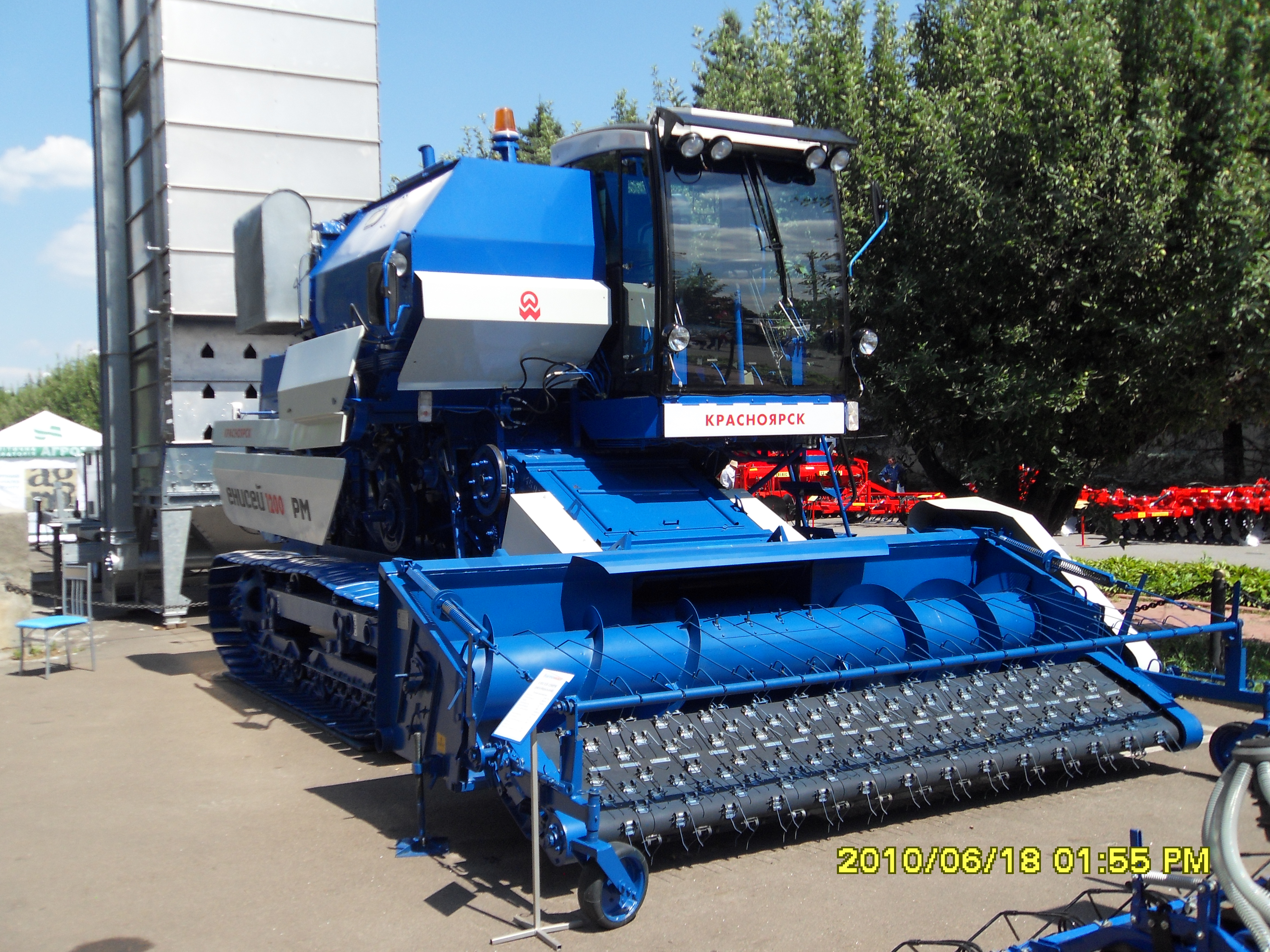
Рисозбиральний комбайн

### Шкідники
- Довгоносик рисовий

## Сорти
Один і той же вид рису, оброблений по-різному, має різний колір, смак, поживні властивості і час приготування. За видом обробки рис поділяють на коричневий (мінімальна обробка із збереженням більшої частини поживних речовин зерна), білий (шліфований білосніжний рис — найпоширеніший тип обробки) і пропарений (спеціально оброблений паром з метою утримання вітамінів і мінералів в зерні, а не у висівковий оболонці).

### Червоний рис
Цей традиційний таїландський варіант останнім часом стали також обробляти на півдні Франції. Червоні круглі неочищені зерна слід варити близько 45 хвилин. Якщо замочити рис на ніч, час варіння скорочується до 25 хвилин.

### Довгозернистий рис
Найпоширеніший вид рису, що вживається для пловів, гарнірів і десертів. Найкращі сорти — басматі, вирощений у підніжжя Гімалаїв на півночі Індії та в деяких районах Пакистану, і жасмин, вирощений в Таїланді. Час приготування 15-20 хвилин.

### Круглозерний рис
Його іноді називають молочним, тому що саме цей сорт рису використовують в першу чергу для приготування каші. Круглозерний рис вирощують переважно в Італії, тому він зустрічається майже у всіх середземноморських стравах від ризото до супів. Завдяки великій «клейкості» цей рис використовують для суші. Час варіння 20 хвилин.

### Дикий рис
Під назвою «дикий рис» в кулінарії використовується багаторічна трава з роду Zizania, спорідненого роду Oryza. Ця трава вирощується в районі північноамериканських Великих озер. Дикий рис відрізняється великою кількістю поживних речовин, вітамінів і клітковини і сприяє зниженню рівня холестерину. Зерна дикого рису дуже жорсткі і мають специфічний смак. Через дуже невеликий ареал виробництва — район Великих озер — обсяг виробництва дикого рису відносно невеликий, що позначається на його ціні — це один з найдорожчих сортів рису.

### Золотий рис

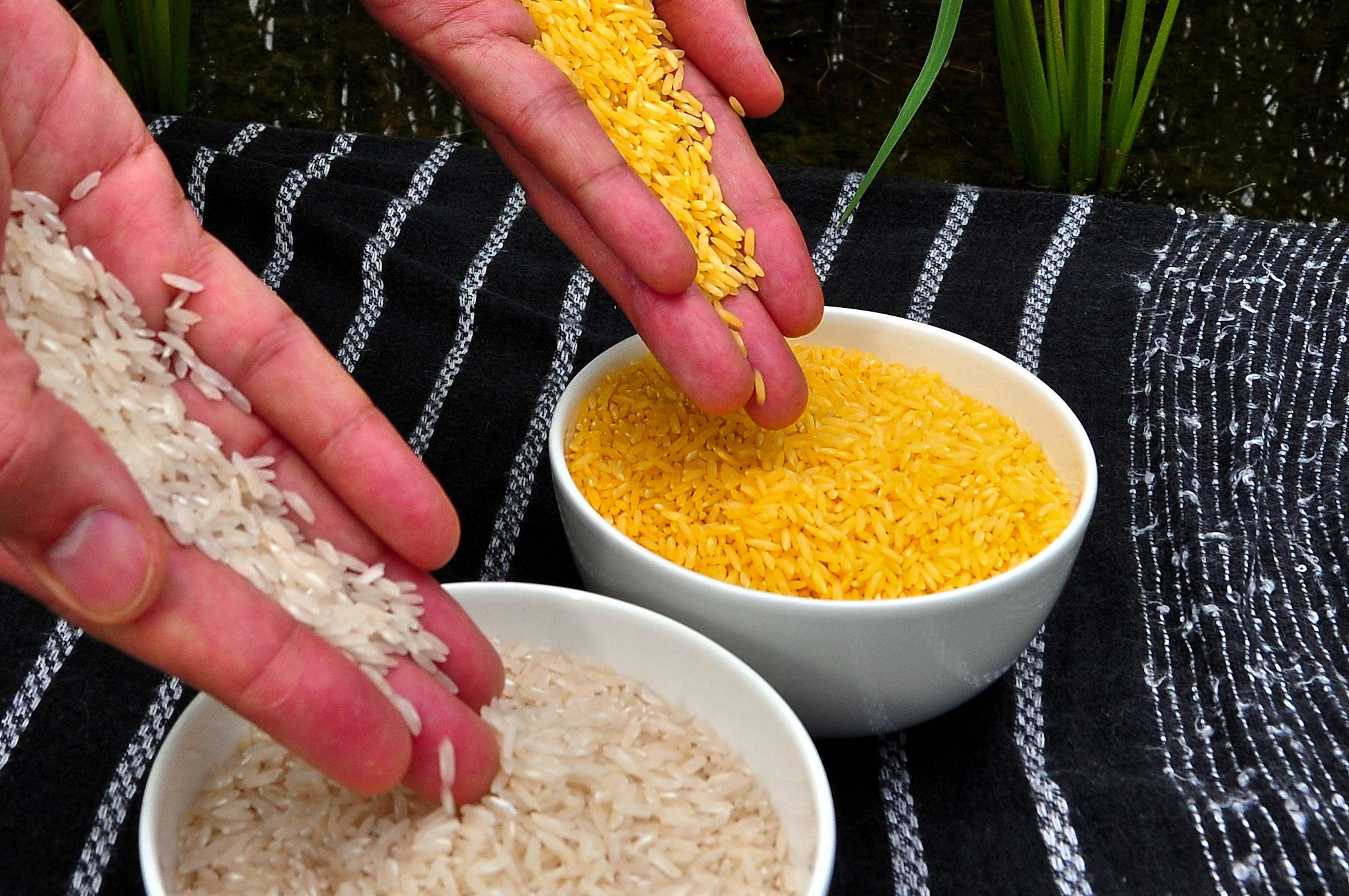
Різниця між золотим та звичайним рисом

Генно-модифікований сорт рису, що здатен синтезувати бета-каротин. Їжа з такого рису багата на вітамін А, від нестачі якого гине від 1 до 2 млн осіб щорічно.

### Нешліфований рис
Нешліфований рис містить значно більше мінеральних речовин і вітамінів групи В. Його особливо часто застосовують для дієтичного харчування. Час приготування 25-40 хвилин.

### Коричневий рис
В Азії коричневий рис вживають в їжу в основному діти і люди похилого віку, у той час як у Європі та Америці його цінують прихильники здорового способу життя за підвищений вміст поживних речовин в порівнянні зі звичайним рисом. Коричневий рис у процесі обробки зберігає живильну оболонку, що пояснює його незвичний світло-коричневий колір. Він набагато корисніший, ніж білий рис, тому що більша частка поживних речовин міститься саме в оболонці зерна. Щоправда, термін зберігання такого рису скорочується через те, що на зернах залишається оболонка, в котрій присутні масла.

### Білий рис
Це рис, що пройшов всі стадії шліфування. Його зерна мають гладку і рівну поверхню, характерний білий колір і напівпрозорість, однак окремі зерна можуть бути і непрозорими, тому що вони містять дрібні бульбашки повітря. За вмістом вітамінів і мінералів білий рис програє коричневому або пропареному рисові, однак саме він є основним типом рису, що споживаються в усьому світі. Час приготування такого рису 10-15 хвилин, готові страви з білого рису мають чудовий смак і зовнішній вигляд.

### Пропарений рис
Обробка парою — спеціальна технологія підвищення якісних характеристик рису. Після обробки зерна пропареного рису набувають бурштиново-жовтого відтінку і стають напівпрозорими. Пропарений рис має свої переваги: при обробці парою до 80 % вітамінів і мінералів, що містяться в висівковій оболонці, переходить в зерно рису, а самі зерна стають менш ламкими. Жовтуватий відтінок пропареного рису зникає при готуванні, і він стає таким самим білосніжним, як і білий шліфований рис. Однак час готування пропареного рису становить 20-25 хвилин через те, що зерна після обробки стають твердішими і розварюються повільніше, ніж звичайний рис. Після варіння зерна пропареного рису ніколи не злипаються, крім того, він залишається смачним і розсипчастим навіть після повторного розігрівання страви.

## Використання

### Використання в їжу

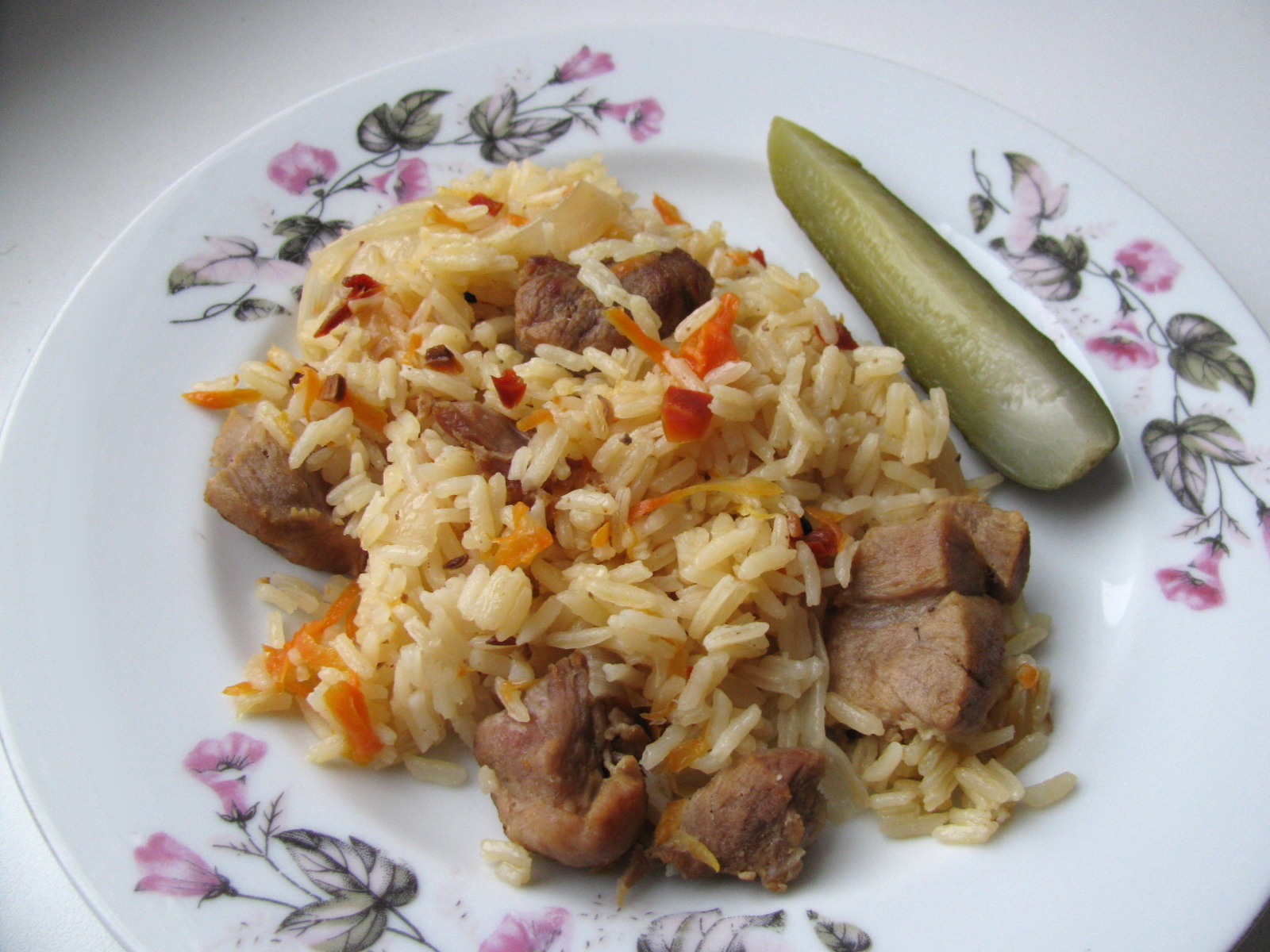
Плов

Є багато різновидів рису для багатьох цілей, але головна поділ є між довго-, середньо-та короткозернистим рисом. Зерна довгозернистого рису (з високим вмістом амілози), як правило, залишаються незмінними після приготування; середньозернистого рису (з високим вмістом амілопектину) стають більш липкими. Середньозернистий рис використовується для солодких страв, для ризото в Італії, Arròs negre в Іспанії. Липкість зерен цього рису використовується у приготуванні суші, рису можна надати стійку тверду форму. Короткозернистий рис часто використовується для приготування рисового пудинга.
Рис готується шляхом кип'ятіння або пропарювання, і поглинає воду під час приготування їжі. Він може варитися так, щоб вся вода поглинулася, або у великій кількості води, яка зливається перед подачею на стіл. Електричні рисоварки, популярні в Азії та Латинській Америці, спростили процес приготування рису. Рис іноді швидко обсмажують в олії або жирі перед варінням (наприклад, saffron rice або ризото), що робить варений рис менш липким, смаження рису використовують також при приготуванні бір'яні в Індії, Пакистані та Ірані.

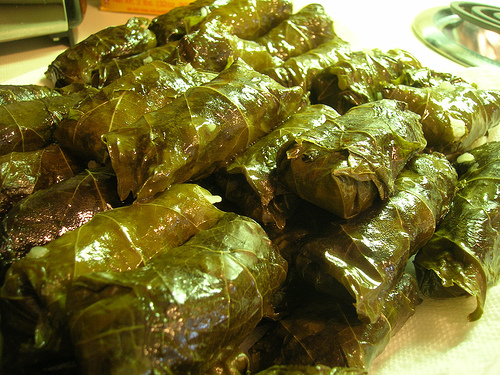
Долма

У арабській кухні, рис є інгредієнтом багатьох супів і страв з риби, птиці та інших видів м'яса. Він також використовується, для фарширування овочів або загортається у виноградне листя (долма). У поєднанні з молоком, цукром і медом, рис використовується у десертах. У деяких регіонах, таких як Табаристан, хліб виробляється з використанням рисового борошна. Середньовічні ісламські тексти згадують про застосування рослини у медичних цілях.
З рису можна також варити рисову кашу (congee, fawrclaab, okayu, Xifan, jook), додавши більше води, ніж зазвичай, так що рис насичується водою, аж розпадається. Рисову каша зазвичай варять на сніданок, а також як традиційну страву для хворих.
Рис може бути промитий перед варінням, це економить паливо, зменшує час приготування, мінімізує вплив високих температур і, таким чином, зменшує в'язкість рису. У деяких сортах, замочування покращує текстуру вареного рису за рахунок збільшення розширення зерна.
Рис швидкого приготування (instant) відрізняється від пропареного рису (parboiled), оскільки його подрібнюють, варять до повної готовності, потім сушать. При цьому істотно погіршується смак і текстура.
Значно покращує поживнісні характеристики рису приготування коричневого рису методом відомим як «пророслий коричневий рис» (англ. Germinated Brown Rice, GBR)). Цей метод полягає на витримці промитого коричневого рису протягом 20 годин у теплій воді (38 °C) перед приготуванням страви. Це стимулює проростання, яке активізує в рисі різні ферменти. За допомогою цього методу, згідно з дослідженнями проведеними перед Міжнародним роком рису, оголошеного Організацією Об'єднаних Націй у 2004 році, можна отримати повніший профіль амінокислот, у тому числі ГАМК.
Варений рис може містити спори Bacillus cereus, які, при зберіганні в температурі 4-60 °C, виробляють блювотний токсин. При зберіганні рису для використання наступного дня, рекомендується швидке охолодження, щоб знизити рівень токсинів Один з ентеротоксинів (англ. enterotoxin) вироблений паличкою Bacillus cereus є термостійким, розігрівання забрудненого рису вбиває бактерії, але не знищує вже присутній токсин.
Рисове борошно і крохмаль часто використовують при приготуванні кляру і паніровки, щоб збільшити їхню хрусткість.

## Рис в культурі
Рис, як один з найважливіших культур світу, зображений на державних гербах деяких країн. Рисові стебла зображені на гербах та емблемах таких держав:

Емблема Китайської народної республіки з обрамленням із рисових та пшеничних колосків

- Бангладеш
- В'єтнам
- Індонезія
- Лаос
- КНР
- КНДРЕмблема Китайської народної республіки з обрамленням із рисових та пшеничних колосківРисове колосся на щиті гербу Індонезії (у третій частині)Рисові поля на гербі Лаосу, оточеного вінком з рисового колосся

Рисове колосся на щиті гербу Індонезії (у третій частині)

Рисові поля на гербі Лаосу, оточеного вінком з рисового колосся

## Культивація

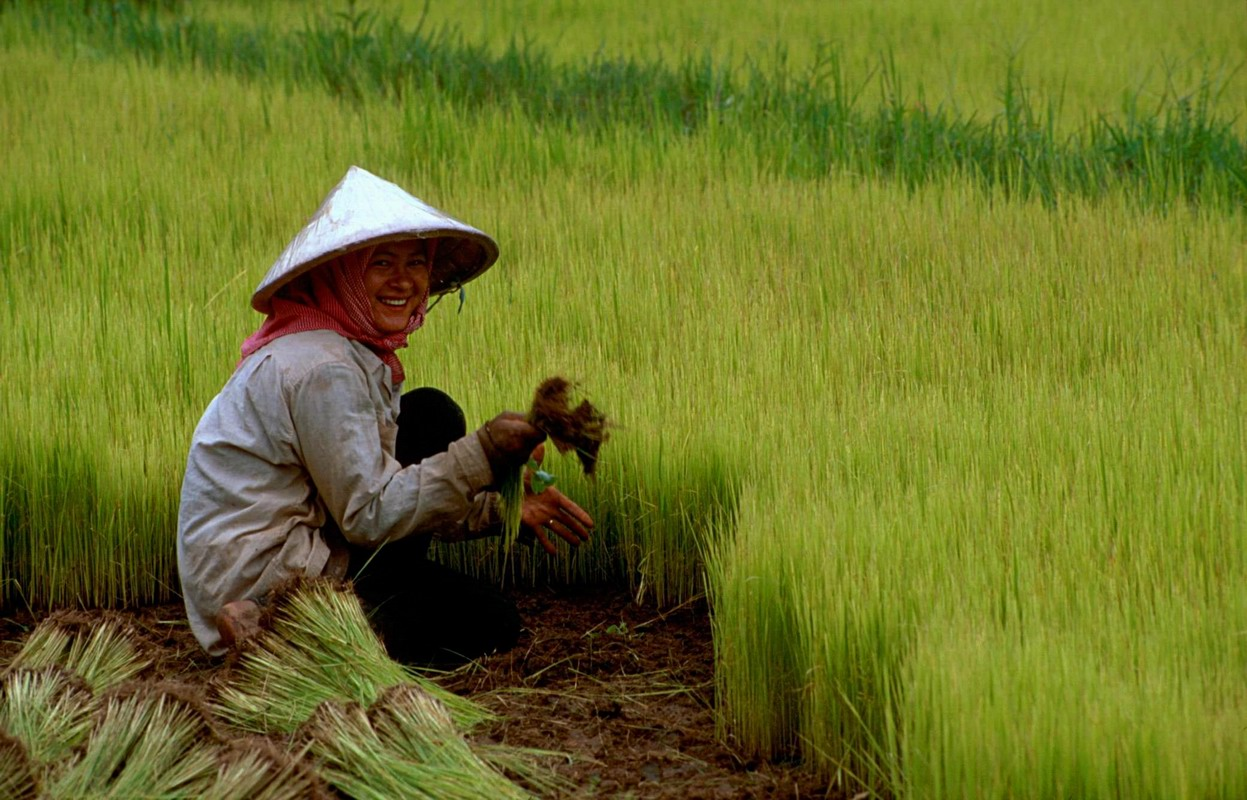
Культивація рису — досить трудомісткий процес

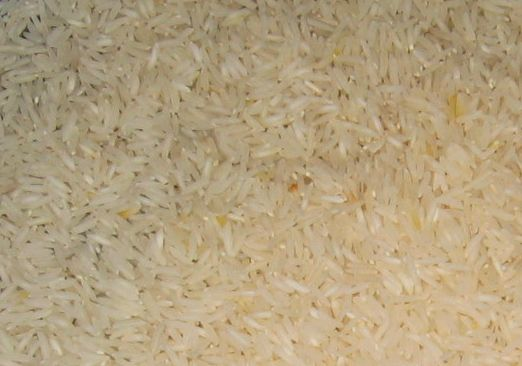
Зерна рису

Культивація рису вимагає багато тепла і вологості; вегетаційний період скороспілих сортів 85 — 110 днів. Здебільш рис вирощують при постійному суцільному затопленні поля впродовж усього вегетаційного періоду. Світове виробництво рисового зерна в 1968 році становило 280,5 млн т (для порівняння: пшениці — 337,0 млн т).
В Україні й на Кубані сіяти рис почали у 1930-х роках, посівна площа рису в Україні на 1971 рік становила 32 тис. га (1940 — 2 тис., 1965 — 12 тис.) або 2,0 % площі всіх зернових, середня урожайність за 1966 — 70-ті роки — 5 т з 1 га, середній загальний збір — 160 тис. т. Досіви рису зосереджені головним чином на малопродуктивних, штучно зрошуваних солонцевих ґрунтах Північного Причорномор'я та на території Присивашшя й засолених заплавних землях долин Дунаю і Буга. На Кубані посівна площа рису становить приблизно 140 тис. га (заг. збір 470 тис. т), головним чином в дельті річки Кубані і на північ від неї. Посівна площа рису у всьому СРСР — 0,3 млн га, загальний збір — 1,1 млн т. В Україні відомі на 1971 рік сорти: Дубовський 129, Донський 63, Краснодарський 424, Кубань 3.

## Найбільші виробники рису
| Ранг | Країна         | Кількість (в тоннах) |                | Ранг           | Країна         | Кількість (в тоннах) |
| ---- | -------------- | -------------------- | -------------- | -------------- | -------------- | -------------------- |
| 1    | КНР            | 197.257.175          | 11             | США            | 9.972.230      |                      |
| 2    | Індія          | 131.274.000          | 12             | Камбоджа       | 7.586.000      |                      |
| 3    | Індонезія      | 64.398.890           | 13             | Єгипет         | 7.500.000*     |                      |
| 4    | Бангладеш      | 45.075.000           | 14             | Непал          | 4.523.693      |                      |
| 5    | В'єтнам        | 38.895.500           | 15             | Шрі-Ланка      | 3.652.000      |                      |
| 6    | Таїланд        | 31.462.886           | 16             | Лаос           | 3.144.800      |                      |
| 7    | Філіппіни      | 16.266.417           | 17             | Перу           | 2.989.592      |                      |
| 8    | Бразилія       | 12.604.782           | 18             | Колумбія       | 2.985.217      |                      |
| 9    | Японія         | 10.592.500           | 19             | Малайзія       | 2.510.000      |                      |
| 10   | Пакистан       | 10.324.500           | 20             | Іран           | 2.253.416      |                      |
|      | Всього у світі | Всього у світі       | Всього у світі | Всього у світі | Всього у світі | 678.688.289          |

*) Оцінка FAO

## Споживання
| Споживання рису за країнами — 2003/2004 (млн т)                                                 | Споживання рису за країнами — 2003/2004 (млн т) |
| ----------------------------------------------------------------------------------------------- | ----------------------------------------------- |
| КНР                                                                                             | 135.0                                           |
| Індія                                                                                           | 85.3                                            |
| Індонезія                                                                                       | 37.0                                            |
| Бангладеш                                                                                       | 26.4                                            |
| В'єтнам                                                                                         | 17.7                                            |
| Таїланд                                                                                         | 10.2                                            |
| М'янма                                                                                          | 10.2                                            |
| Філіппіни                                                                                       | 9.7                                             |
| Японія                                                                                          | 8.7                                             |
| Бразилія                                                                                        | 8.1                                             |
| Південна Корея                                                                                  | 5.0                                             |
| США                                                                                             | 3.9                                             |
| Єгипет                                                                                          | 3.3                                             |
| Іран                                                                                            | 3.1                                             |
| Північна Корея                                                                                  | 1.6                                             |
| Тайвань                                                                                         | 1.2                                             |
| ПАР                                                                                             | 0.7                                             |
| Джерело: United States Department of Agriculture [Архівовано 27 травня 2010 у Wayback Machine.] |                                                 |

У період з 1961 по 2002 роки, середнє споживання рису на одну особу збільшилось на 40 %.
Рис є найважливішою сільськогосподарською культурою в Азії. У Камбоджі, наприклад, 90 % від загальної сільськогосподарської площі використовується для виробництва рису.
У США за останні 25 років споживання рису різко зросло, частково через комерційне застосування, наприклад, виробництво пива. Майже кожен п'ятий дорослий американець їсть принаймні половину порції білого або коричневого рису щодня.

## Вплив на навколишнє середовище
У багатьох країнах, де рис є основним типом зернових, він відповідає за більшу частину викидів метану. Виробництво рису вимагає більше води порівнюючи з іншими зерновими культурами.